# The Great Divide (album Russella Allena i Jørna Landego)
The Great Divide – czwarty album studyjny duetu metalowych wokalistów: Amerykanina Russella Allena (członka zespołów Symphony X i Adrenaline Mob) oraz Norwega Jørna Landego (znanego z występów w zespole Masterplan), działających w ramach projektu o nazwie Allen/Lande. Został wydany 17 października 2014 roku nakładem wytwórni Frontiers Records. 
W przeciwieństwie do trzech poprzednich albumów Allen/Lande (The Battle, The Revenge i The Showdown) za produkcję, kompozycję, teksty utworów i grę na różnych instrumentach (m.in. na gitarze) na The Great Divide odpowiadał nie Magnus Karlsson, lecz Timo Tolkki, były gitarzysta zespołu Stratovarius, ponadto perkusistę Jaime’a Salazara zastąpił Jami Huovinen. The Great Divide jest ostatnim albumem projektu Allen/Lande, jako że po jego wydaniu Jørn Lande postanowił zakończyć współpracę z Russellem Allenem.

## Lista utworów
Opracowano na podstawie materiału źródłowego.
| Nr  | Tytuł utworu             | Długość |
| --- | ------------------------ | ------- |
| 1.  | „Come and Dream With Me” | 4:34    |
| 2.  | „Down from the Mountain” | 4:06    |
| 3.  | „In the Hands of Time”   | 4:27    |
| 4.  | „Solid Ground”           | 5:09    |
| 5.  | „Lady of Winter”         | 4:54    |
| 6.  | „Dream About Tomorrow”   | 5:11    |
| 7.  | „Hymn for the Fallen”    | 5:30    |
| 8.  | „The Great Divide”       | 6:26    |
| 9.  | „Reaching for the Stars” | 5:24    |
| 10. | „Bittersweet”            | 4:28    |
|     |                          | 50:09   |

| Utwór dodatkowy – edycja japońska | Utwór dodatkowy – edycja japońska | Utwór dodatkowy – edycja japońska |
| Nr                                | Tytuł utworu                      | Długość                           |
| --------------------------------- | --------------------------------- | --------------------------------- |
| 1.                                | „Bittersweet” (Acoustic Version)  | 4:28                              |

## Twórcy
Opracowano na podstawie materiału źródłowego.
- Russell Allen, Jørn Lande – wokal
- Timo Tolkki – gitara, gitara basowa, instrumenty klawiszowe, kompozycja, teksty, produkcja, nagrywanie
- Jami Huovinen – perkusja
- Serafino Perugino – produkcja wykonawcza
- Dennis Ward – miksowanie, mastering
- Stan-W Decker – projekt okładki, oprawa graficzna
- Christine Lande – fotografie (zdjęcia Landego)
- Mark Weiss – fotografie (zdjęcia Allena)